# دیوید رولی
دیوید رولی (انگلیسی: David Rowley؛ زادهٔ ۶ فوریهٔ ۱۹۹۰) بازیکن فوتبال است.
از باشگاه‌هایی که در آن بازی کرده‌است می‌توان به باشگاه فوتبال نگری سمبیلان اشاره کرد.
وی همچنین در تیم ملی فوتبال مالزی بازی کرده‌است.